# Epidromia fergusoni
Epidromia fergusoni är en fjärilsart som beskrevs av M. Alma Solis 1986. Epidromia fergusoni ingår i släktet Epidromia och familjen nattflyn. Inga underarter finns listade i Catalogue of Life.